# Archimonocelididae
Famille
Les Archimonocelididae sont une famille de vers plats marins de l'infra-ordre des Lithophora et de l'ordre des Proseriata.

## Systématique
Le nom valide complet (avec auteur) de ce taxon est Archimonocelididae Meixner, 1938.

### Synonymes de Archimonocelididae, noms incorrects
Archimonocelididae a pour synonyme Meidiamidae Schockaert, Curini-Galletti, De Ridder, Volonterio & Artois, 2009.
Le nom incorrect "Archimonocelidae" se rencontre dans certaines bases de données.

### Sous-taxons
Selon la base de données World Register of Marine Species (16 décembre 2023), la famille des Protomonotresidae regroupe les sous-familles et genres suivants :
- Famille des Archimonocelididae
  - Sous-famille des Archimonocelidinae Meixner, 1938
    - Archimonocelis Meixner, 1938

  - Meidiama Marcus, 1946
  - Sous-famille des Calviriinae Martens & Curini-Galletti, 1993

### Reclassements
Les genres Calviria Martens & Curini-Galletti, 1993 et Asilomaria Karling, 1966, autrefois dans la sous-famille des Calviriinae, sont maintenant rangés dans  la famille des Calviriidae, ce qui fait des Calviriinae une sous-famille vide d'espèce.